# Kocabaşmens

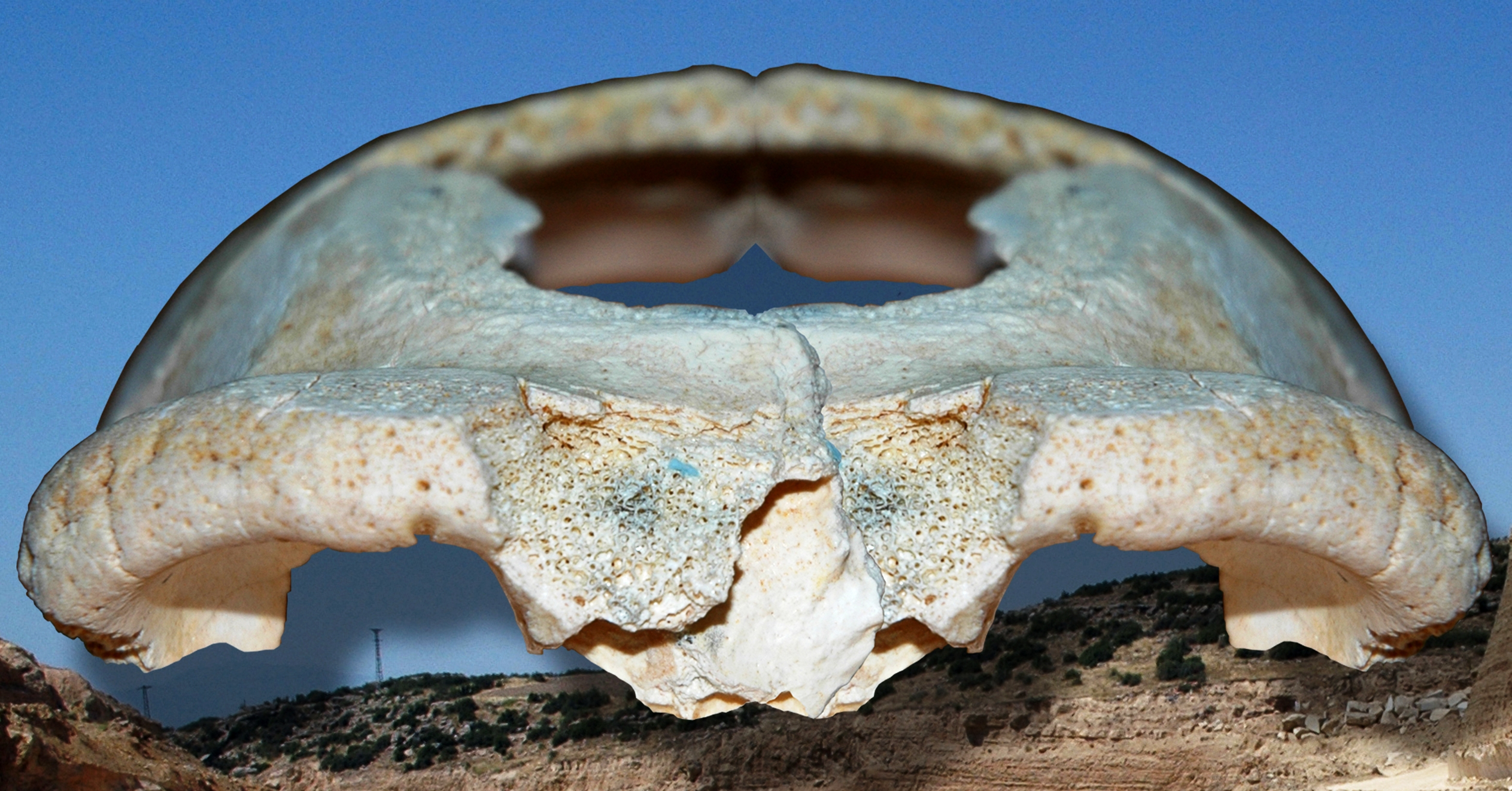
Kocabaş-schedel, deels gereconstrueerd

De Kocabaşmens, of Denizlimens, is de naam van een gedeeltelijke fossiele schedelkap die wordt toegeschreven aan Homo erectus. De schedelkap werd in 2002 ontdekt in West-Turkije en dateert van 1,6 tot 1,2 miljoen BP. De schedelkap, gevonden nabij het dorp Kocabaş in de provincie Denizli, is het oudste menselijke fossiel dat tot nu toe in Turkije bekend is. Het vertegenwoordigt mogelijk de eerste link tussen gelijktijdige fossielen uit Afrika en de eerste sporen die mensen in Europa hebben achtergelaten, zo'n 1,5 miljoen BP.

## Geschiedenis
Het dorp Kocabaş ligt 200 km ten oosten-zuidoosten van İzmir en 150  km ten noordwesten van Antalya, in de provincie Denizli. 
De ontdekking van het Kocabaş-fossiel werd gedaan door de Turkse geoloog Mehmet Cihat Alçiçek, die werkte in travertijngroeven in het Denizli-bekken, met name op de lokatie Kocabaş. Mehmet Alçiçek bestudeerde formaties uit het Plio-Pleistoceen en verzamelde fossielen van gewervelde dieren die de arbeiders van de Dalmersan-fabriek opzijzetten bij het snijden van de platen. De schedelkap werd in fragmenten aangetroffen en is gedeeltelijk gereconstrueerd, met name door symmetrie toe te passen.
De eerste beschrijving van de schedelkap werd in 2008 gedaan door John Kappelman en collega's.

## Beschrijving
Het fossiel van Kocabaş vertoont een lichte divergentie van het voorhoofdsbeen en een scheiding van de temporale lijnen op het wandbeen, waardoor het lijkt op Afrikaanse fossielen die dateren van ongeveer 1 miljoen BP.
Het heeft een duidelijke post-orbitale vernauwing, een wenkbrauwboog die posterieur begrensd wordt door een supratorale sulcus en inferior een supraorbitale insicura en tuberculum presenteert, temporale lijnen in een matig hoge positie die een duidelijk uitpuilende infratemporale zone begrenzen, kenmerken die gemeenschappelijk zijn voor Homo ergaster en Homo erectus. Kocabaş verschilt echter door de verhoudingen van zijn voorhoofdsbeen (beschouwd buiten de wenkbrauwboog), dat kort en breed is, van de Aziatische Homo erectus, waarin de voorhoofdsplaat langer is. Het deelt deze vorm met de Afrikaanse Homo erectus.

## Datering
Een onderzoek uit 2018 kende de Kocabaşmens een leeftijd toe van tussen 1,6 et 1,2 miljoen BP. Kruisverwijzingen tussen paleomagnetisme en paleofauna hebben deze geschatte leeftijd opgeleverd.

## Analyse
De morfologie van het voorhoofdsbeen maakt het mogelijk de Kocabasmens duidelijk te onderscheiden van Homo habilis en Homo georgicus enerzijds, en van Homo heidelbergensis en Homo neanderthalensis anderzijds.
In 2014 stelde Amélie Vialet, onderzoeker bij het Musée de l'Homme in Parijs, dat de Kocabasmens overeenkomsten vertoonde met zowel de Afrikaanse als de Aziatische Homo erectus, en dus als een intermediair tussen deze twee groepen verscheen. Hiermee vulde hij een paleoantropologische leemte op door zich tussen enerzijds KNM ER 3733 (1,7 Ma, Homo ergaster, Oost-Turkanameer, Kenia), en Homo erectus uit Azië, zoals de Pekingmens, Sangiran 17 (jonger dan 0,78 Ma) en de Nanjingmens (ongeveer 0,64 Ma) te plaatsen.
In 2018 concludeerde Vialet, na nieuwe cladistische analyses van gegevens uit 3D-morfometrie, dat de Kocabasmens dichter bij de Afrikaanse fossielen stond die gewoonlijk worden toegeschreven aan Homo ergaster en Homo erectus (KNM-OL 45500 (Olorgesailie, Kenia), BOU-VP-2/66 (Daka-schedel, Ethiopië), Buya UA 31 (Madam Buya, Eritrea), gedateerd op ongeveer 1 miljoen BP), en duidelijk gescheiden was van de Dmanisi-mensen uit Georgië en de Aziatische Homo erectus. De Kocabaşmens zou deel uitmaken van een evolutionaire tak die verschilde van Homo georgicus en zou getuigen van een latere migratie uit Afrika. Hij zou deel hebben uitgemaakt van een latere menselijke expansie die, ongeveer 1,5 miljoen BP, West-Azië vanuit Afrika zou hebben bereikt. 
De populatie die door de Kocabaşmens werd vertegenwoordigd droeg mogelijk bij aan de kolonisatie van Europa na 1,5 miljoen BP. De vroegst geïdentificeerde menselijke soort in Europa blijft echter Homo antecessor, gedateerd op ongeveer 860.000 BP. Oudere fossielen die in Europa zijn gevonden, zijn nog niet toegeschreven.